# 楊瑀 (正德進士)
楊瑀（1477年—1530年），字文珮，順天府涿州民籍，直隸蘇州府崇明縣人，明朝政治人物。

## 生平
正德五年（1510年）庚午科順天鄉試第一百三十一名舉人，十二年（1517年）中式丁丑科會試第二百四名，三甲第二十九名進士。工部觀政，授刑部主事，升員外郎、郎中，出為福建布政使司右參議，嘉靖九年（1530年）三月因獄囚林汝美暴動逃獄而遇害。

## 家族
曾祖楊道衡；祖父楊展；父楊□觀，母龔氏。慈侍下。